# 高雄市自行車道列表

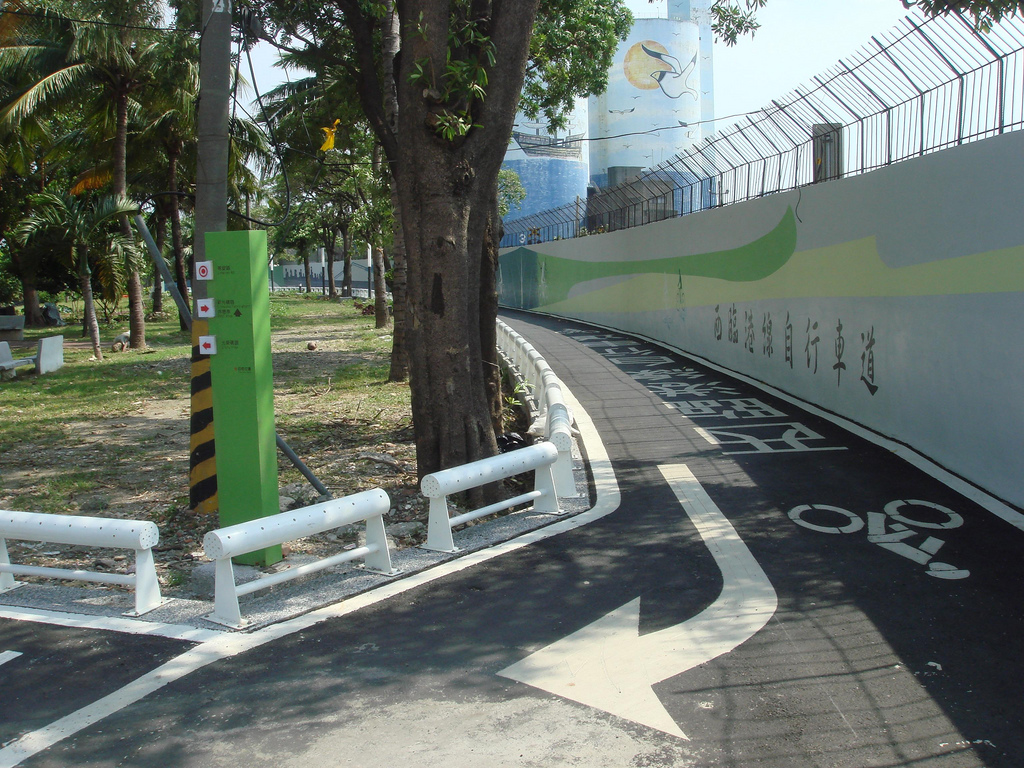
西臨港線自行車道

以下為高雄市自行車道，不包括過短或規劃中路線。

## 都會自行車車道系統
以下為主要的三條自行車路線：
- 愛河連接蓮池潭自行車道（蓮池潭環潭自行車道+愛河支線自行車道+愛河自行車道）
- 西臨港線自行車道（西子灣自行車道+西臨港線自行車道+前鎮河自行車道）
- 旗津環島踩風自行車道（旗津海岸自行車道+海岸路自行車道）

## 高雄市自行車道
以下除上述都會自行車道外，部分為里程較短，需要互相銜接的自行車道，部分僅為人行/自行車共用道（由北到南，規畫中則不按順序）：

### 北區系統
又稱後勁溪及體育園區自行車道系統
- 都會公園自行車道
- 德民路自行車道（部分完成）
- 後勁溪自行車道（僅中游部分完成）
- 中海路自行車道（部分完成）
- 軍校路自行車道（部分完成）
- 援中港自行車道（規劃中）
- 新台17線自行車道（規劃中）
- 大學南路自行車道（規劃中）
- 加昌路自行車道（規劃中）
- 海專路→學專路→後勁東路→後昌路→和光街自行車道（規劃中，尚未命名）
- 翠華左楠路自行車道（規劃中）
- 海功路自行車道（規劃中）
- 中正路自行車道（規劃中）
- 台鐵地下化後原線規劃為一自行車道北段（規劃中）

### 中區系統
又稱愛河及蓮池潭自行車道系統
- 蓮池潭環潭自行車道
- 愛河支線自行車道
- 世運大道自行車道（部分完成）
- 愛河自行車道
- 裕誠路自行車道（部分完成）
- 明誠路自行車道（部分完成）
- 九如公園自行車道
- 美術館自行車道（部分完成）
- 十全路自行車道
- 大仁路自行車道
- 美麗島大道自行車道北段
- 中正路自行車道
- 民生路自行車道
- 高鐵路自行車道（規劃中）
- 曾子路自行車道（規劃中）
- 中華路自行車道北段（規劃中）
- 金獅湖自行車道（規劃中）
- 公22都市森林公園自行車道（規劃中）
- 大順路自行車道（規劃中）
- 同盟路自行車道（規劃中）
- 科工館自行車道（規劃中）
- 建工路自行車道（規劃中）
- 憲政路自行車道（規劃中）
- 凱旋路自行車道北段（規劃中）
- 台鐵地下化後原線規劃為一自行車道南段（規劃中）

### 南區系統
又稱臨港線及前鎮河自行車道系統
- 美麗島大道自行車道南段
- 中央公園自行車道
- 西臨港線自行車道
- 民權路自行車道
- 四維路自行車道
- 勞工公園自行車道
- 五號船渠自行車道
- 前鎮河自行車道（部分完成）
- 翠亨路自行車道（部分完成）
- 高雄公園自行車道
- 漢民路自行車道
- 西子灣自行車道（規劃中）
- 中華路自行車道南段（規劃中）
- 凱旋路自行車道南段（規劃中）
- 時代大道自行車道（規劃中）
- 大勇路自行車道（規劃中）
- 中山三路自行車道（規劃中）
- 鎮興路自行車道（規劃中）

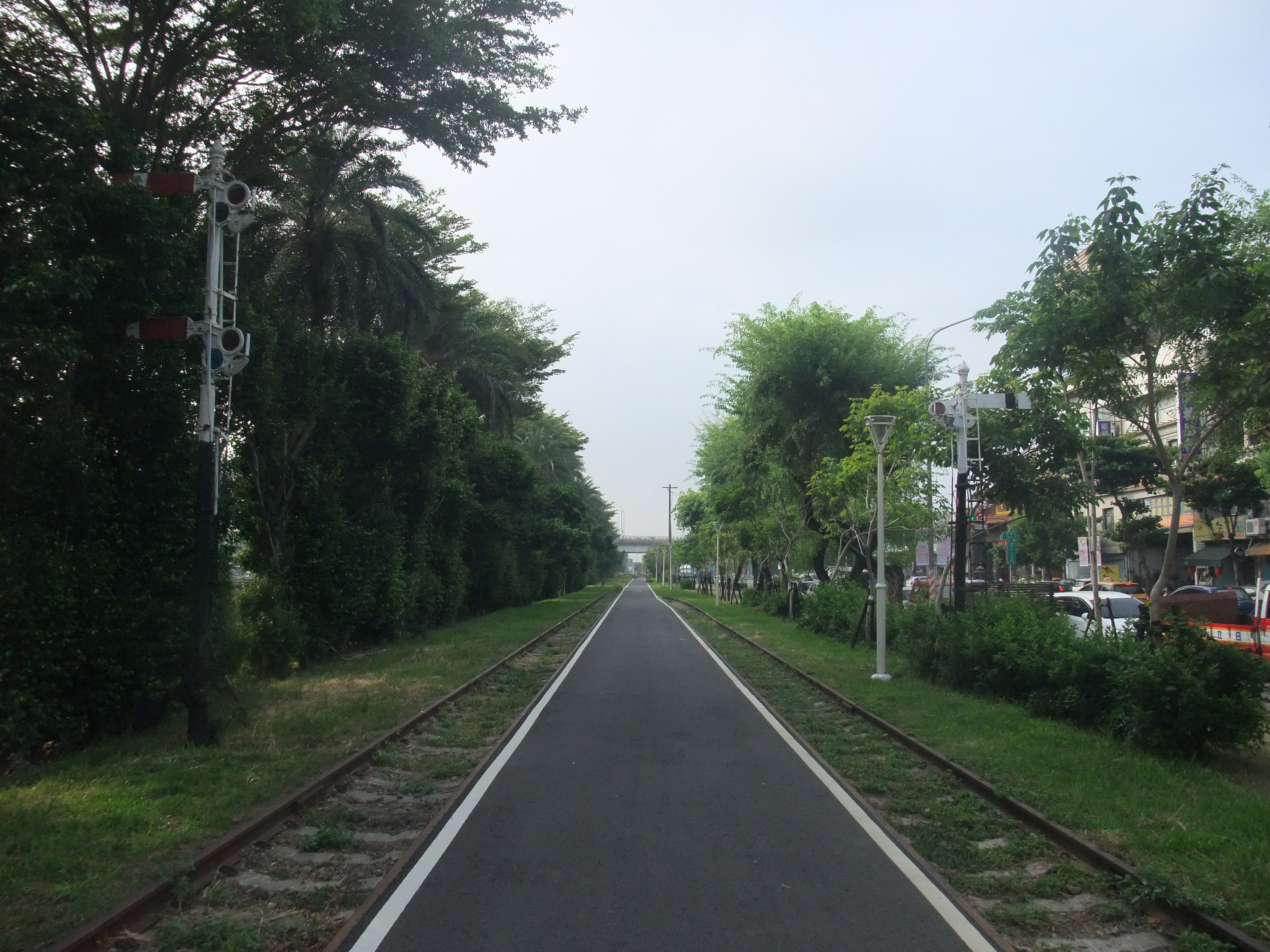
高雄第二臨港線自行車道

- 興仁路→康定路→鎮中路自行車道（規劃中，尚未命名）
- 大業北路自行車道（規劃中）
- 沿海路自行車道（規劃中）

### 大坪頂系統
全名為大坪頂熱帶植物園自行車道系統
- 目前全尚在規劃中
- 宏平路自行車道
- 高松路自行車道
- 大平路自行車道
- 東林路自行車道
- 高坪22路自行車道
- 高坪23路自行車道
- 高坪25路自行車道
- 高坪18路自行車道

### 大林蒲系統
- 尚在規劃中

### 旗津區系統
全名為旗津環島自行車道系統
- 旗津海岸自行車道
- 海岸路自行車道

### 其他地區系統
- 美濃自行車道
- 高屏溪自然生態園區沿岸自行車道
- 環澄清湖自行車道
- 高屏溪自行車道

## 外部連結
- 高雄市自行車道官網
- 高雄市自行車道地圖
- 『轉動幸福 發現高雄』自行車騎遇手冊[永久]